# Ichneumon dorsalis
Ichneumon dorsalis là một loài tò vò trong họ Ichneumonidae.